# Bebianh
Bebianh (uralkodói neve: Szeuszerenré) az ókori egyiptomi XVI. dinasztia egyik uralkodója. Kim Ryholt, szerint Szemenrét követte a trónon. A torinói királylista szerint 12 éven át uralkodott; neve a 11. oszlop 8. sorában szerepel. Utóda a trónon vagy a kevéssé ismert Szehemré Seduaszet, vagy a szintén kevéssé ismert III. Pepi volt.

## Említései
Bebianh főleg egy sztéléről ismert, melyet Gebel Zeitben találtak és a Vörös-tenger közelében Szeuszerenré Bebianh idejében folytatott bányászati tevékenységekről tanúskodik. A szerény külsejű sztélé beszámol a király tevékenységeiről a Gebel Zeit-i galenitbányákban. Emellett tudni, hogy kibővítette a medamudi templomot. Bebianh neve szerepel egy Nagadában talált bronztőrön is, amely ma a British Museumban található (katalógusszáma BM EA 66062).

## Fordítás
- Ez a szócikk részben vagy egészben  a   Bebiankh című angol Wikipédia-szócikk ezen változatának fordításán alapul.  Az eredeti cikk szerkesztőit annak laptörténete sorolja fel. Ez a jelzés csupán a megfogalmazás eredetét és a szerzői jogokat jelzi, nem szolgál a cikkben szereplő információk forrásmegjelöléseként.